# Cozzo Spolentino
Cozzo Spolentino est un site archéologique sicane en Sicile, près de Corleone.

## Situation
Le site de Cozzo Spolentino est situé à mi-distance entre les villes actuelles de Corleone et Prizzi, dominant la ligne de partage des eaux entre les vallées du Belice et du San Leonardo. 
La montagne culmine à 1 000 mètres d'altitude par un sommet pointu, puis présente une pente abrupte sur le versant nord jusqu'à un plateau central surplombant stratégique la voie majeure qui reliait Palerme à Agrigente, aménagée comme une route consulaire sous la République romaine, comme l'atteste la découverte du milliaire du consul Caius Aurelius Cotta à Contrada Zuccarone, près de Cozzo Spolentino, aujourd'hui exposé au Musée Civique « Pippo Rizzo » de Corleone.

## Découvertes archéologiques
Les fouilles menées par la Surintendance de Palerme en 1993 et 1996 ont révélé, le long du versant nord de la montagne, des vestiges de l'époque hellénistique d'une colonie sûrement active depuis l'époque archaïque. 
Parmi les découvertes notables, on compte du matériel votif datant des IVe et IIIe siècles av. J.-C., appartenant à un petit sanctuaire extra-urbain dédié à une divinité féminine protectrice de la jeunesse et de la fertilité, comme en témoignent les offrandes liées à la toilette et aux activités féminines.
Un sanctuaire extra-urbain sicane a livré un mobilier cultuel significatif, malgré des dommages causés par des travaux agricoles et des fouilles clandestines : céramiques, ornements personnels, statuettes, poids de métier à tisser, objets en verre, bronze et os, et monnaies. Dans ce sanctuaire était probablement vénérées des divinités féminines associées à la jeunesse et à la fécondité, et il était fréquenté par des femmes au regard de la nature des offrandes, liées notamment à la toilette et aux activités féminines.
Ces découvertes soulignent l'importance des cultes féminins dans les zones rurales de la Sicile antique et illustrent les pratiques religieuses et sociales sicanes.
L'établissement hellénistique révèle des signes clairs de l'influence punique, le site se trouvant dans une zone politiquement contrôlée par Carthage. Il est subitement abandonné vers le milieu du IIIe siècle à la suite d'un violent incendie.
Au pied du pic sud-ouest, des traces d'une colonie du haut Moyen Âge ont également été mises au jour.